# Protopyris myanmarensis
Protopyris myanmarensis (лат.) — ископаемый вид мелких архаичных ос-бетилид, единственный в составе рода Protopyris из подсемейства Lancepyrinae. Обнаружен в отложениях мелового периода. Бирманский янтарь (99 млн лет; Мьянма). Видовой эпитет дан по месту обнаружения (Мьянма). 

## Описание
Тело вдавленное, удлинённое, гладкое (длина 2,1 мм). Мандибулы зубчатые с четырьмя зубцами вдоль жевательного края и одним длинным апикальным зубцом; наличник редуцированный, не выступающий; усики с 11 члениками жгутика; щиток менее чем в два раза длиннее педицеля; нотаули заметные. Сложные глаза и оцеллии развиты. Передние крылья с развитым жилкованием, с ячейками C, R, 1Cu, 1M и 2R1, разделенными трубчатыми жилками; жилки M и cu-a выровнены; 2Cu не чётко разграничена. Мезосома с гладким, не грубо скульптурированным дорсом; бёдра слабо утолщены, голени тонкие, тарзальные коготки простые; формула шпор голеней 1-2-2; аролий присутствует. Нотаули хорошо обозначены, сходятся сзади; парапсидальные борозды слабые; метанотум развит медиально и перекрывает мезоскутеллум сзади; метапектально-проподеальный комплекс прямоугольный, не ямчатый, с краевыми килями и без задних шипов; задний край проподеума прямой.